# 조 코브

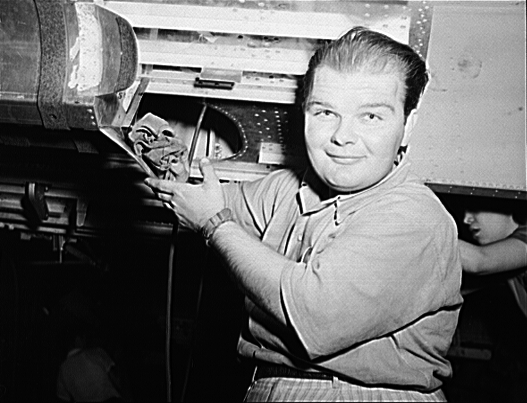

조 코브(Joe Cobb, 1916년 11월 7일 ~ 2002년 5월 21일)는 미국의 배우, 영화배우이다.
쇼니에서 태어났으며 샌타애나에서 사망하였다. 포리스트 론 메모리얼 파크에 매장되었다.

## 영화
- 세인트 루이스에서 만나요 (1944년)
- 걸 샤이 (1924년)